# Absolute Pinball
Absolute Pinball è un videogioco di simulazione di flipper, pubblicato nel 1996 da 21st Century Entertainment, già autore di diversi altri videogiochi di questo genere. Il videogioco comprende quattro tavole.

## Modalità di gioco
Il gioco si compone di quattro tavole, ognuna con un tema specifico.
- Acquatic Adventure, un viaggio in mare alla ricerca di tesori.
- The Dream Factory, incentrato sulla realizzazione di un film a Hollywood.
- Desert Run, una gara automobilistica in Africa in stile Parigi-Dakar.
- Balls n' Beats, ambientato in una partita di Baseball.